# Clairefougère
Clairefougère era una comuna francesa situada en el departamento de Orne, de la región de Normandía, que el 1 de enero de 2015 pasó a ser una comuna delegada de la comuna nueva de Montsecret-Clairefougère al fusionarse con la comuna de Montsecret.

## Demografía
| Gráfica de evolución demográfica de Clairefougère entre 1800 y 2013 |
|                                                                     |

Los datos demográficos contemplados en este gráfico de la comuna de Clairefougère se han cogido de 1800 a 1999 de la página francesa EHESS/Cassini, y los demás datos de la página del INSEE.